# ألكسندر تيودورفيتش باتالين
ألكسندر تيودورفيتش باتالين (1847-1896) (بالإنجليزية: Alexander Theodorowicz Batalin) هو عالم نبات روسي.

## نباتات وصفها ألكسندر تيودورفيتش باتالين
- تفاح وسيط
- عرقسوس منتفخ
- غدب برزفالسكي
- غدب خلاني
- ممشقة صينية